# Richard Bennett (componist)
Sir Richard Rodney Bennett (Broadstairs, 29 maart 1936 - New York, 24 december 2012) was een Brits componist en pianist.
Bennett beoefende vrijwel alle eigentijdse muziekgenres. Hij was een leerling van onder meer Pierre Boulez. Hij schreef veel symfonieën, concerten, liederen en filmmuziek.

## Werken (selectie)
- The Ledge (opera uit 1961)
- The flowers of the forest (1989, instrumentaal)
- Kandinsky Variations (1977, voor 2 piano's)
- Noctuary (1979)
- The music that her echo is (1967, vocaal, voor tenor en piano)
- Sonate voor solo-gitaar (1983)
- Love Songs (1982–1984, voor tenor en orkest)

### Werken voor harmonieorkest
- Reflections on a Sixteenth Century Tune

### Muziek voor diverse films
- Billy Liar
- Blind Date
- Four Weddings and a Funeral
- Murder on the Orient Express
- Secret Ceremony
- The Man who could Cheat Death
- The Witches